# كيليان فرانكينى
كيليان فرانكينى (بالإنجليزية: Kilian Frankiny)‏ (و. 1994  م) هو راكب دراجة هوائية سويسري، مركز لعبه هو متخصص التسلق ‏.

## سباقات أو مراحل فاز بها
| التاريخ        | السباق                                      | المركز                                            |
| -------------- | ------------------------------------------- | ------------------------------------------------- |
| 09 أغسطس 2015  | طواف يوتا 2015                              | السابع في تصنيف أفضل شاب                          |
| 01 يناير 2016  | 2016 Giro della Valle d'Aosta               | الفائز في التصنيف العام                           |
| 05 يونيو 2016  | 2016 Peace Race U23                         | المركز الثالث                                     |
| 31 يوليو 2016  | 2016 Tour Alsace                            | المركز الثالث                                     |
| 13 أغسطس 2016  | طواف أين 2016                               | الثالث في تصنيف أفضل شاب، السابع في التصنيف العام |
| 25 يونيو 2017  | بطولة سويسرا لسباق الدراجات على الطريق 2017 | المركز الثالث                                     |
| 04 فبراير 2018 | فولتا فالنسيا 2018                          | الفائز في ترتيب النقاط للشباب                     |
| 26 أغسطس 2018  | دويتشلاند تور 2018                          | السابع في تصنيف أفضل شاب                          |
| 17 فبراير 2019 | تروفيو لايقويليا 2019                       | السابع في التصنيف العام                           |
| 24 فبراير 2019 | طواف هوت فار 2019                           | السادس في التصنيف العام                           |
| 23 يونيو 2019  | طواف سويسرا 2019                            | السادس في تصنيف أفضل شاب                          |

## روابط خارجية
- كيليان فرانكينى على موقع الاتحاد الدولي للدراجات (الإنجليزية)
- كيليان فرانكينى على موقع أرشيف الدراجات (الإنجليزية)
- كيليان فرانكينى على موقع إحصائيات الدراجات الإحترافية (الإنجليزية)
- كيليان فرانكينى على موقع نسبة الدراجات (الإنجليزية)
- كيليان فرانكينى على موقع CycleBase (الإنجليزية)